# Edwin Cardona
Edwin Andrés Cardona Bedoya (Medellín, Antioquia, Colombia, 8 de diciembre de 1992) es un futbolista colombiano que se desempeña como mediocentro ofensivo. Su equipo actual es Atlético Nacional de la Categoría Primera A de Colombia.

## Trayectoria

### Atlético Nacional
Al término del año 2011 es desvinculado del Atlético Nacional.

### Independiente Santa Fe
Salió a préstamo por un año a Independiente Santa Fe, equipo con el que conseguiría consagrarse campeón en el Apertura 2012.

### Junior de Barranquilla
A principios del año 2013 es anunciado como nuevo jugador del Junior de Barranquilla.

### Atlético Nacional
En 2014 regresó a Atlético Nacional, equipo con el que debutó en 2009. A su regreso tuvo sus dos mejores temporadas, ganando en dos ocasiones la Categoría Primera A y participando en las máximas competiciones de América, como la Copa Libertadores y la Copa Sudamericana. Disputó la Copa Sudamericana 2014 llegando a la final, instancia donde perdería con River Plate, Cardona se convertiría en uno de los mejores jugadores de la Copa, siendo elegido mejor jugador joven del torneo e incluido en el Equipo Ideal de América ese año.

### Monterrey
El 16 de diciembre de 2014 firmó un contrato para Monterrey, donde llega con su compañero de equipo Alexander Mejía y su compañero de selección Yimmi Chará, y los esperan sus compatriotas Dorlan Pabón y Stefan Medina. El 21 de febrero al entrar de cambio hizo gol desde fuera del área a 11 segundos de haber entrado en su partido de la Jornada 7 ante el Querétaro. Días después, de nuevo entrando de cambio, marcó el gol de la victoria sobre Club de Fútbol Pachuca. El 7 de marzo de 2015 convierte su primer triplete ante el Toluca.
El 16 de agosto para el Apertura 2015 marca un doblete en la goleada 4 a 1 contra Dorados de Sinaloa, catalogados como unos golazos. Volvería a marcar otro doblete el 3 de octubre en la victoria 4-0 sobre León, siendo la figura del partido además haciendo una asistencia.
El 12 de febrero en la jornada 6 del Torneo Clausura 2016 en el encuentro ante Santos Laguna el apodado "Crackdona" por la afición de Monterrey marcó un gol de chilena denominado "mágico" por varios medios de comunicación. Este sería el segundo tanto del partido, ya que el primero fue marcado por su compañero de nacionalidad colombiana Dorlan Pabón. El partido terminó 2-1 con la victoria de Rayados y se mantendrían como los "superlíderes" del torneo.
En la jornada 14 en el encuentro en casa de Tijuana le anota un gol de "sombrerito" al arquero Federico Vilar, nombrado como uno de los mejores de la jornada, y ayuda a su equipo a conservar el superliderato del torneo. El 8 de abril vuelve a marcar doblete en la goleada 4 a 1 sobre Jaguares de Chiapas donde sale como la figura del partido.
Pasada su buena racha, su carrera giró a la dirección opuesta al fallar un penal decisivo en la final del Torneo Clausura 2016 Monterrey vs Pachuca, donde los Rayados terminan perdiendo en el último minuto como local.
Tiempo después, luego de una baja de juego considerable, producto de una mala relación con la directiva del equipo y haber perdido el cariño de la afición regiomontana, fue mandado a entrenar con la Sub-20.
Posteriormente, durante una concentración con la Selección de Colombia, fue informado que había sido traspasado al Club de Fútbol Pachuca. El desconoció esta situación y días después fue traspasado a Club Atlético Boca Juniors.

### Boca Juniors

#### Temporada 2017-18
El 18 de julio de 2017 es cedido a préstamo a Boca Juniors por un año, con opción de seis meses más si el club accede a octavos de final de la Copa Libertadores 2018 y además tiene una opción de compra de 6 millones de dólares.
El 29 de julio de 2017 debutó contra Nacional en un amistoso de pretemporada, haciendo un gran partido y convirtiendo gol. El partido terminaría empatado 1-1. El 5 de agosto de 2017, Boca empató 2-2 con Colón de Santa Fe en otro amistoso, una de las figuras del equipo 'xeneize' fue el '10' quien dio la asistencia del primer gol y marcó el segundo. 
El 14 de agosto debuta de manera oficial marcando un gol y dando una asistencia en la goleada 5 por 0 sobre Club de Gimnasia y Tiro por la Copa Argentina 2016-17 saliendo como una de las figuras del partido. El 29 de octubre marca el segundo de Boca en la goleada 4-0 sobre Belgrano. El 5 de noviembre anota un gol de tiro libre a River Plate en la victoria 1-2 de su equipo en el Monumental, dicho gol fue elegido como mejor gol de la temporada. El 3 de diciembre anotó y dio una asistencia en el triunfo de Boca 2-0 sobre Arsenal. El 10 de marzo de 2018 marcó de penal el 1-0 del xeneize en La Bombonera frente a Club Atlético Tigre, partido que Boca terminaría ganando 2-1 gracias al agónico gol de Leonardo Jara en el minuto 90+5.

#### Temporada 2018-19
Su primer gol en la nueva temporada lo hace el 30 de agosto sentenciando el 4-2 final en Paraguay frente a Club Libertad clasificando a cuartos de final de la Copa Libertadores 2018 con un global de 6-2. Unos días más tarde convierte un gol de penal al Club Atlético Vélez Sarsfield en la victoria 3-0 de Boca como local por la fecha 4 de la Superliga Argentina y otro contra el Club Atlético San Martín (Tucumán) en la victoria 2-0 de Boca en Formosa por los 16avos de la Copa Argentina. El 3 de noviembre vuelve a convertir frente a Tigre por la fecha 11 con un potente tiro desde afuera del área luego de una gran asistencia de Cristian Espinoza que gambeteó a todos los defensores ganando 4-1 el partido. El 2 de diciembre marca el único gol frente a Independiente en la fecha 14 con un potente tiro desde afuera del área con victoria xeneize 1-0 en Avellaneda.

### Pachuca
El 24 de diciembre se confirma como nuevo jugador del Club de Fútbol Pachuca de la Primera División de México para la temporada 2019, llegando a préstamo por un año. Debuta el 5 de enero en la derrota 5 por 0 en su visita a su ex club el CF Monterrey ingresando en el segundo tiempo. Marca su primer gol el 10 de marzo en la goleada 4 por 0 al Club Tijuana, el 31 marca gol en la victoria 3 a 2 sobre Deportivo Toluca. El 14 de abril marca en la histórica goleada 9 a 2 al Tiburones Rojos de Veracruz y el 28 le da la victoria a su club por la mínima sobre Atlas de Guadalajara completando seis goles.
Su primer gol de la temporada 2019-20 lo hace el 16 de septiembre en el empate a dos goles en su visita a Santos Laguna, el 24 del mismo mes marca en el 2.4 sobre Deportivo Guadalajara. El 23 de octubre marca su primer doblete de la temporada en la goleada como visitantes 3 por 0 sobre Atlético Zacatepec por Copa de México.

### Tijuana
El 31 de enero de 2020 y tras rumores que le ubicaban en Boca Juniors, de Argentina, y en el Al-Ahli, de los Emiratos Árabes Unidos, se confirma la incorporación de Edwin a los Xolos de Tijuana para el Clausura 2020.

### Boca Juniors
El 21 de agosto de 2020 se oficializó su regreso a Boca Juniors, de la Argentina por un préstamo de 18 meses con opción de compra después de su breve paso por los Xolos de Tijuana, de México.

### Racing Club
En enero de 2022 es fichado por Racing Club de Avellaneda a cambio de 3.300.000 dólares por el 50% del pase y firma contrato por 3 años.
Debutó el 13 de febrero de 2022 en un empate 0-0 ante Gimnasia por la primera fecha de la Copa de la Liga Profesional. Luego lograría marcar su primer gol en la "academia", de penal, ante Defensa y Justicia en el empate 2-2 de la segunda fecha. En medio de muchos elogios por su buen rendimiento conseguiría su primera asistencia habilitando a Javier Correa para marcar el primero de los 3 goles que Racing le propinó a Argentinos Juniors en la tercera fecha.
Convirtió su segundo gol con Racing frente Platense en la victoria 1-0 de la "academia" en Vicente López, por la Copa de la Liga Profesional 2022.
Su rendimiento en la "academia", en el transcurso de los siguientes partidos, sería catalogado como pésimo. Si bien, aún tenía un lugar en el equipo, su indisciplina lo llevó a quedar marginado en varios encuentros.
El último partido que disputó con Racing Club en el año 2022, fue ante Atlético Tucumán el 10 de octubre, entrando en el segundo tiempo para ejecutar un tiro libre, en el que tendría una discusión con su compañero Carlos Alcaraz. Por esa y muchas más razones, recibió abucheos por parte de los hinchas de Racing.
A pesar de todo, formó parte del plantel de Racing que el 6 de noviembre se consagró campeón al ganar el Trofeo de Campeones.

#### Temporada 2023
A pesar de haber sido parte de numerosas polémicas durante el año 2022, en diciembre le prometió al entrenador Fernando Gago cambiar su conducta y bajar de peso. Es por eso que continuó en Racing y se entrenó con el plantel durante la pretemporada, logrando bajar 8 kilos.

### América de Cali
Sin minutos ni rodaje en Racing, siguió su carrera en América de Cali de su natal Colombia.

## Controversias
En un partido amistoso entre Colombia y Corea del Sur en Suwon el 10 de noviembre de 2017, con Colombia perdiendo 0-2 en el minuto 62, James Rodríguez intentó recoger al jugador surcoreano Kim Jin-su desde el suelo de manera brusca después de que Kim recibió una falta. El capitán del país asiático Ki Sung-yueng empujó ligeramente a Rodríguez, y Rodríguez luego cayó al suelo mientras pretendía cubrirse el ojo como si Ki le hubiera abofeteado. Edwin Cardona se vio envuelto en la pelea que siguió y fue captado por la cámara haciendo un gesto de mirada oblicua hacia los jugadores coreanos. Aunque el incidente pasó desapercibido para el árbitro del partido, provocó indignación en las redes sociales. Cardona se disculpó el mismo día a través de Twitter, diciendo que "No quise faltarle el respeto a nadie, a un país o una raza, pero si alguien se siente ofendido, o lo interpreta en ese sentido, lo siento."
En diciembre de 2017, la FIFA suspendió a Cardona por cinco partidos internacionales.
En octubre de 2022, el jugador colombiano se ve envuelto en otra polémica; fue demorado por la policía y se le secuestró el auto debido a que dio positivo en un control de alcoholemia. Tenía 1.81 de alcohol en sangre. Tras dar positivo el test de alcoholemia, Edwin Cardona asistió a una charla obligatoria con familiares de víctimas de siniestros viales.

## Selección nacional

### Selección Juvenil
| Torneo                        | Sede                       | Resultado                  | PJ | GA |
| ----------------------------- | -------------------------- | -------------------------- | -- | -- |
| Sudamericano Sub-17 de 2009   | Chile                      | Clasificado                | 7  | 7  |
| Torneo Esperanzas Toulon 2010 | Francia                    | Fase de grupos             | 3  | 1  |
| Torneo Esperanzas Toulon 2011 | Francia                    | Campeón                    | 5  | 3  |
| Sudamericano Sub-20 de 2011   | Colombia                   | Clasificado                | 8  | 4  |
| Total en Torneos Juveniles    | Total en Torneos Juveniles | Total en Torneos Juveniles | 23 | 15 |

### Selección absoluta
El 3 de octubre de 2014 el director técnico de la Selección Colombia, José Néstor Pékerman convoca a Cardona a la selección de mayores para enfrentar partidos amistosos frente a las selecciones de fútbol de El Salvador y Canadá.
El 10 de octubre de 2014 juega su primer partido con la selección contra El Salvador, siendo partícipe de la jugada del primer gol, además de un buen comportamiento dentro de la cancha. En el segundo tiempo fue sustituido por Juan Fernando Quintero.
El 30 de marzo de 2015 marcó su primer gol en la Selección Colombia frente a Kuwait.
Fue seleccionado por José Pékerman en la nómina definitiva de 23 jugadores el 30 de mayo para disputar la Copa América 2015. El 8 de octubre de 2015 marca el segundo y definitivo gol de su selección en la victoria 2-0 contra Perú en el comienzo de las eliminatorias al Mundial Rusia 2018.
El 24 de marzo de 2016 marcaría el gol de la victoria 2-3 en el último minuto en La Paz en el triunfo sobre Bolivia, donde jugó los últimos 30 minutos. El 6 de octubre le daría la victoria a la tricolor por la mínima en Asunción frente a Paraguay en el último minuto tras una pared con Carlos Bacca, después de haber ingresado a los 82 minutos por Luis Muriel. El 7 de junio de 2017 anotaría el primer tanto de su selección en el empate 2-2 frente a España por un amistoso internacional. 
El 14 de mayo de 2018 fue seleccionado por el entrenador José Pekerman en la lista preliminar de 35 jugadores para disputar la Copa Mundial de 2018. Al final, quedó descartado de la lista final de 23 jugadores el 4 de junio en Italia.
El 30 de mayo queda seleccionado en la lista final de 23 jugadores que disputarían la Copa América 2019 en Brasil. Debuta como titular el 23 de junio en la victoria por la mínima sobre Paraguay. El 13 de junio de 2021 debutó en la Copa América 2021 marcando en la victoria de Colombia 1-0 sobre Ecuador.

#### Participaciones enEliminatorias al Mundial
| Eliminatoria               | Sede del Mundial       | Posición               | Resultado   | PJ | GA | Asis |
| -------------------------- | ---------------------- | ---------------------- | ----------- | -- | -- | ---- |
| Eliminatorias Mundial 2018 | Rusia                  | 4°lugar 27pts          | Clasificado | 15 | 3  | 1    |
| Eliminatorias Mundial 2022 | Catar                  | 6°lugar 23pts          | Eliminado   | 3  | 0  | 0    |
| Total en Eliminatorias     | Total en Eliminatorias | Total en Eliminatorias | 1/2         | 18 | 3  | 1    |

#### Participaciones enCopas América
| Torneo                  | Sede                   | Resultado              | PJ | GA | Asis |
| ----------------------- | ---------------------- | ---------------------- | -- | -- | ---- |
| Copa América 2015       | Chile                  | Cuartos de final       | 2  | 0  | 0    |
| Copa América Centenario | Estados Unidos         | Tercer lugar           | 6  | 0  | 2    |
| Copa América 2019       | Brasil                 | Cuartos de final       | 2  | 0  | 0    |
| Copa América 2021       | Brasil                 | Tercer lugar           | 5  | 1  | 1    |
| Total en Copas América  | Total en Copas América | Total en Copas América | 15 | 1  | 3    |

### Partidos con la selección absoluta
| \| PJ \| Fecha \| Ciudad \| Local \| Resultado \| Visitante \| Competición \| \| -- \| ---------- \| ----------------- \| -------------- \| --------- \| ----------- \| ----------------------------- \| \| 1 \| 10-10-2014 \| Harrison \| Colombia \| 3:0 \| El Salvador \| Amistoso \| \| 2 \| 14-11-2014 \| Londres \| Estados Unidos \| 1:2 \| Colombia \| Amistoso \| \| 3 \| 26-03-2015 \| Riffa \| Baréin \| 0:6 \| Colombia \| Amistoso \| \| 4 \| 30-03-2015 \| Abu Dabi \| Kuwait \| 1:3 \| Colombia \| Amistoso \| \| 5 \| 06-06-2015 \| Buenos Aires \| Colombia \| 1:0 \| Costa Rica \| Amistoso \| \| 6 \| 14-06-2015 \| Rancagua \| Colombia \| 0:1 \| Venezuela \| Copa América 2015 \| \| 7 \| 26-06-2015 \| Viña del Mar \| Argentina \| 0 (5:4) 0 \| Colombia \| Copa América 2015 \| \| 8 \| 08-09-2015 \| Harrison \| Colombia \| 1:1 \| Perú \| Amistoso \| \| 9 \| 08-10-2015 \| Barranquilla \| Colombia \| 2:0 \| Perú \| Eliminatorias Mundial de 2018 \| \| 10 \| 13-10-2015 \| Montevideo \| Uruguay \| 3:0 \| Colombia \| Eliminatorias Mundial de 2018 \| \| 11 \| 12-11-2015 \| Santiago \| Chile \| 1:1 \| Colombia \| Eliminatorias Mundial de 2018 \| \| 12 \| 17-11-2015 \| Barranquilla \| Colombia \| 0:1 \| Argentina \| Eliminatorias Mundial de 2018 \| \| 13 \| 24-03-2016 \| La Paz \| Bolivia \| 2:3 \| Colombia \| Eliminatorias Mundial de 2018 \| \| 14 \| 29-03-2016 \| Barranquilla \| Colombia \| 3:1 \| Ecuador \| Eliminatorias Mundial de 2018 \| \| 15 \| 03-06-2016 \| Santa Clara \| Estados Unidos \| 0:2 \| Colombia \| Copa América Centenario \| \| 16 \| 07-06-2016 \| Pasadena \| Colombia \| 2:1 \| Paraguay \| Copa América Centenario \| \| 17 \| 14-06-2016 \| Houston \| Colombia \| 2:3 \| Costa Rica \| Copa América Centenario \| \| 18 \| 17-06-2016 \| East Rutherford \| Perú \| 0 (2:4) 0 \| Colombia \| Copa América Centenario \| \| 19 \| 22-06-2016 \| Chicago \| Colombia \| 0:2 \| Chile \| Copa América Centenario \| \| 20 \| 25-06-2016 \| Glendale \| Estados Unidos \| 0:1 \| Colombia \| Copa América Centenario \| \| 21 \| 01-09-2016 \| Barranquilla \| Colombia \| 2:0 \| Venezuela \| Eliminatorias Mundial de 2018 \| \| 22 \| 06-10-2016 \| Asunción \| Paraguay \| 0:1 \| Colombia \| Eliminatorias Mundial de 2018 \| \| 23 \| 11-10-2016 \| Barranquilla \| Colombia \| 2:2 \| Uruguay \| Eliminatorias Mundial de 2018 \| \| 24 \| 10-11-2016 \| Barranquilla \| Colombia \| 0:0 \| Chile \| Eliminatorias Mundial de 2018 \| \| 25 \| 23-03-2017 \| Barranquilla \| Colombia \| 1:0 \| Bolivia \| Eliminatorias Mundial de 2018 \| \| 26 \| 28-03-2017 \| Quito \| Ecuador \| 0:2 \| Colombia \| Eliminatorias Mundial de 2018 \| \| 27 \| 07-06-2017 \| Murcia \| España \| 2:2 \| Colombia \| Amistoso \| \| 28 \| 31-08-2017 \| San Cristóbal \| Venezuela \| 0:0 \| Colombia \| Eliminatorias Mundial de 2018 \| \| 29 \| 05-09-2017 \| Barranquilla \| Colombia \| 1:1 \| Brasil \| Eliminatorias Mundial de 2018 \| \| 30 \| 05-10-2017 \| Barranquilla \| Colombia \| 1:2 \| Paraguay \| Eliminatorias Mundial de 2018 \| \| 31 \| 10-11-2017 \| Suwon \| Corea del Sur \| 2:1 \| Colombia \| Amistoso \| \| 32 \| 11-10-2018 \| Tampa \| Estados Unidos \| 2:4 \| Colombia \| Amistoso \| \| 33 \| 16-10-2018 \| Harrison \| Colombia \| 1:3 \| Costa Rica \| Amistoso \| \| 34 \| 03-06-2019 \| Bogotá \| Colombia \| 3:0 \| Panamá \| Amistoso \| \| 35 \| 09-06-2019 \| Lima \| Perú \| 0:3 \| Colombia \| Amistoso \| \| 36 \| 23-06-2019 \| Salvador de Bahía \| Colombia \| 1:0 \| Paraguay \| Copa América 2019 \| \| 37 \| 28-06-2019 \| Sao Paulo \| Colombia \| 0 (4:5) 0 \| Chile \| Copa América 2019 \| \| 38 \| 13-11-2020 \| Barranquilla \| Colombia \| 0:3 \| Uruguay \| Eliminatorias Mundial de 2022 \| \| 39 \| 17-11-2020 \| Quito \| Ecuador \| 6:1 \| Colombia \| Eliminatorias Mundial de 2022 \| \| 40 \| 08-06-2021 \| Barranquilla \| Colombia \| 2:2 \| Argentina \| Eliminatorias Mundial de 2022 \| \| 41 \| 13-06-2021 \| Cuiabá \| Colombia \| 1:0 \| Ecuador \| Copa América 2021 \| \| 42 \| 17-06-2021 \| Goiania \| Colombia \| 0:0 \| Venezuela \| Copa América 2021 \| \| 43 \| 20-06-2021 \| Goiania \| Colombia \| 1:2 \| Perú \| Copa América 2021 \| \| 44 \| 06-07-2021 \| Brasilia \| Argentina \| 1 (3:2) 1 \| Colombia \| Copa América 2021 \| \| 45 \| 09-07-2021 \| Brasilia \| Colombia \| 3:2 \| Perú \| Copa América 2021 \| |            |                   |                |           |             |                               |
| PJ | Fecha      | Ciudad            | Local          | Resultado | Visitante   | Competición                   |
| 1 | 10-10-2014 | Harrison          | Colombia       | 3:0       | El Salvador | Amistoso                      |
| 2 | 14-11-2014 | Londres           | Estados Unidos | 1:2       | Colombia    | Amistoso                      |
| 3 | 26-03-2015 | Riffa             | Baréin         | 0:6       | Colombia    | Amistoso                      |
| 4 | 30-03-2015 | Abu Dabi          | Kuwait         | 1:3       | Colombia    | Amistoso                      |
| 5 | 06-06-2015 | Buenos Aires      | Colombia       | 1:0       | Costa Rica  | Amistoso                      |
| 6 | 14-06-2015 | Rancagua          | Colombia       | 0:1       | Venezuela   | Copa América 2015             |
| 7 | 26-06-2015 | Viña del Mar      | Argentina      | 0 (5:4) 0 | Colombia    | Copa América 2015             |
| 8 | 08-09-2015 | Harrison          | Colombia       | 1:1       | Perú        | Amistoso                      |
| 9 | 08-10-2015 | Barranquilla      | Colombia       | 2:0       | Perú        | Eliminatorias Mundial de 2018 |
| 10 | 13-10-2015 | Montevideo        | Uruguay        | 3:0       | Colombia    | Eliminatorias Mundial de 2018 |
| 11 | 12-11-2015 | Santiago          | Chile          | 1:1       | Colombia    | Eliminatorias Mundial de 2018 |
| 12 | 17-11-2015 | Barranquilla      | Colombia       | 0:1       | Argentina   | Eliminatorias Mundial de 2018 |
| 13 | 24-03-2016 | La Paz            | Bolivia        | 2:3       | Colombia    | Eliminatorias Mundial de 2018 |
| 14 | 29-03-2016 | Barranquilla      | Colombia       | 3:1       | Ecuador     | Eliminatorias Mundial de 2018 |
| 15 | 03-06-2016 | Santa Clara       | Estados Unidos | 0:2       | Colombia    | Copa América Centenario       |
| 16 | 07-06-2016 | Pasadena          | Colombia       | 2:1       | Paraguay    | Copa América Centenario       |
| 17 | 14-06-2016 | Houston           | Colombia       | 2:3       | Costa Rica  | Copa América Centenario       |
| 18 | 17-06-2016 | East Rutherford   | Perú           | 0 (2:4) 0 | Colombia    | Copa América Centenario       |
| 19 | 22-06-2016 | Chicago           | Colombia       | 0:2       | Chile       | Copa América Centenario       |
| 20 | 25-06-2016 | Glendale          | Estados Unidos | 0:1       | Colombia    | Copa América Centenario       |
| 21 | 01-09-2016 | Barranquilla      | Colombia       | 2:0       | Venezuela   | Eliminatorias Mundial de 2018 |
| 22 | 06-10-2016 | Asunción          | Paraguay       | 0:1       | Colombia    | Eliminatorias Mundial de 2018 |
| 23 | 11-10-2016 | Barranquilla      | Colombia       | 2:2       | Uruguay     | Eliminatorias Mundial de 2018 |
| 24 | 10-11-2016 | Barranquilla      | Colombia       | 0:0       | Chile       | Eliminatorias Mundial de 2018 |
| 25 | 23-03-2017 | Barranquilla      | Colombia       | 1:0       | Bolivia     | Eliminatorias Mundial de 2018 |
| 26 | 28-03-2017 | Quito             | Ecuador        | 0:2       | Colombia    | Eliminatorias Mundial de 2018 |
| 27 | 07-06-2017 | Murcia            | España         | 2:2       | Colombia    | Amistoso                      |
| 28 | 31-08-2017 | San Cristóbal     | Venezuela      | 0:0       | Colombia    | Eliminatorias Mundial de 2018 |
| 29 | 05-09-2017 | Barranquilla      | Colombia       | 1:1       | Brasil      | Eliminatorias Mundial de 2018 |
| 30 | 05-10-2017 | Barranquilla      | Colombia       | 1:2       | Paraguay    | Eliminatorias Mundial de 2018 |
| 31 | 10-11-2017 | Suwon             | Corea del Sur  | 2:1       | Colombia    | Amistoso                      |
| 32 | 11-10-2018 | Tampa             | Estados Unidos | 2:4       | Colombia    | Amistoso                      |
| 33 | 16-10-2018 | Harrison          | Colombia       | 1:3       | Costa Rica  | Amistoso                      |
| 34 | 03-06-2019 | Bogotá            | Colombia       | 3:0       | Panamá      | Amistoso                      |
| 35 | 09-06-2019 | Lima              | Perú           | 0:3       | Colombia    | Amistoso                      |
| 36 | 23-06-2019 | Salvador de Bahía | Colombia       | 1:0       | Paraguay    | Copa América 2019             |
| 37 | 28-06-2019 | Sao Paulo         | Colombia       | 0 (4:5) 0 | Chile       | Copa América 2019             |
| 38 | 13-11-2020 | Barranquilla      | Colombia       | 0:3       | Uruguay     | Eliminatorias Mundial de 2022 |
| 39 | 17-11-2020 | Quito             | Ecuador        | 6:1       | Colombia    | Eliminatorias Mundial de 2022 |
| 40 | 08-06-2021 | Barranquilla      | Colombia       | 2:2       | Argentina   | Eliminatorias Mundial de 2022 |
| 41 | 13-06-2021 | Cuiabá            | Colombia       | 1:0       | Ecuador     | Copa América 2021             |
| 42 | 17-06-2021 | Goiania           | Colombia       | 0:0       | Venezuela   | Copa América 2021             |
| 43 | 20-06-2021 | Goiania           | Colombia       | 1:2       | Perú        | Copa América 2021             |
| 44 | 06-07-2021 | Brasilia          | Argentina      | 1 (3:2) 1 | Colombia    | Copa América 2021             |
| 45 | 09-07-2021 | Brasilia          | Colombia       | 3:2       | Perú        | Copa América 2021             |

#### Goles internacionales
| # | Fecha                | Estadio                                                | Rival    | Gol   | Resultado | Competición              |
| - | -------------------- | ------------------------------------------------------ | -------- | ----- | --------- | ------------------------ |
| 1 | 30 de marzo de 2015  | Jeque Zayed, Abu Dabi, Kuwait                          | Kuwait   | 2 - 1 | 3 - 1     | Amistoso internacional   |
| 2 | 8 de octubre de 2015 | Metropolitano Roberto Meléndez, Barranquilla, Colombia | Perú     | 2 - 0 | 2 - 0     | Eliminatorias Rusia 2018 |
| 3 | 24 de marzo de 2016  | Hernando Siles, La Paz, Bolivia                        | Bolivia  | 2 - 3 | 2 - 3     | Eliminatorias Rusia 2018 |
| 4 | 6 de octubre de 2016 | Defensores del Chaco, Asunción, Paraguay               | Paraguay | 0 - 1 | 0 - 1     | Eliminatorias Rusia 2018 |
| 5 | 7 de junio de 2017   | Nueva Condomina, Murcia, España                        | España   | 1 - 1 | 2 - 2     | Amistoso internacional   |
| 6 | 13 de junio de 2021  | Arena Pantanal, Cuiabá, Brasil                         | Ecuador  | 1 - 0 | 1 - 0     | Copa América 2021        |

## Estadísticas
| Club | Div.          | Temporada     | Liga  | Liga  | Liga   | Copas(1) | Copas(1) | Copas(1) | Internacional(2) | Internacional(2) | Internacional(2) | Total | Total | Total  |
| Club | Div.          | Temporada     | Part. | Goles | Asist. | Part.    | Goles    | Asist.   | Part.            | Goles            | Asist.           | Part. | Goles | Asist. |
| --- | ------------- | ------------- | ----- | ----- | ------ | -------- | -------- | -------- | ---------------- | ---------------- | ---------------- | ----- | ----- | ------ |
| Atlético Nacional · Colombia | 1.a           | 2009          | 16    | 1     | 0      | 5        | 1        | 0        | —                | —                | —                | 21    | 2     | 0      |
| Atlético Nacional · Colombia | 1.a           | 2010          | 10    | 1     | 0      | —        | —        | —        | —                | —                | —                | 10    | 1     | 0      |
| Atlético Nacional · Colombia | 1.a           | 2011          | 21    | 7     | 3      | 7        | 1        | 0        | —                | —                | —                | 28    | 8     | 3      |
| Atlético Nacional · Colombia | 1.a           | 2014          | 32    | 10    | 10     | 9        | 2        | 0        | 18               | 5                | 1                | 59    | 17    | 11     |
| Atlético Nacional · Colombia | 1.a           | 2024          | 22    | 5     | 8      | 7        | 1        | 2        | —                | —                | —                | 29    | 6     | 10     |
| Atlético Nacional · Colombia | 1.a           | 2025          | 23    | 11    | 8      | 3        | 1        | 0        | 6                | 0                | 0                | 32    | 12    | 8      |
| Atlético Nacional · Colombia | Total club    | Total club    | 124   | 35    | 29     | 31       | 6        | 2        | 24               | 5                | 1                | 179   | 46    | 32     |
| Independiente Santa Fe · Colombia | 1.a           | 2012          | 34    | 4     | 2      | 9        | 5        | 0        | —                | —                | —                | 43    | 9     | 2      |
| Independiente Santa Fe · Colombia | Total club    | Total club    | 34    | 4     | 2      | 9        | 5        | 0        | 0                | 0                | 0                | 43    | 9     | 2      |
| Junior de Barranquilla · Colombia | 1.a           | 2013          | 37    | 9     | 6      | 5        | 0        | 0        | —                | —                | —                | 42    | 9     | 6      |
| Junior de Barranquilla · Colombia | Total club    | Total club    | 37    | 9     | 6      | 5        | 0        | 0        | 0                | 0                | 0                | 42    | 9     | 6      |
| CF Monterrey · México | 1.a           | 2015          | 15    | 6     | 3      | 7        | 3        | 0        | —                | —                | —                | 22    | 9     | 3      |
| CF Monterrey · México | 1.a           | 2015-16       | 36    | 18    | 8      | 5        | 0        | 0        | —                | —                | —                | 41    | 18    | 8      |
| CF Monterrey · México | 1.a           | 2016-17       | 29    | 6     | 1      | 6        | 3        | 2        | 4                | 3                | 1                | 39    | 12    | 4      |
| CF Monterrey · México | Total club    | Total club    | 80    | 30    | 12     | 18       | 6        | 2        | 4                | 3                | 1                | 102   | 39    | 15     |
| Boca Juniors Argentina | 1.ª           | 2017          | 10    | 3     | 1      | 3        | 1        | 1        | —                | —                | —                | 13    | 4     | 2      |
| Boca Juniors Argentina | 1.ª           | 2018          | 20    | 4     | 2      | 4        | 1        | 0        | 8                | 2                | 1                | 32    | 7     | 3      |
| Boca Juniors Argentina | 1.ª           | 2020          | —     | —     | —      | 8        | 3        | 3        | 8                | 0                | 2                | 16    | 3     | 5      |
| Boca Juniors Argentina | 1.ª           | 2021          | 12    | 1     | 3      | 15       | 3        | 8        | 3                | 0                | 0                | 30    | 4     | 11     |
| Boca Juniors Argentina | Total club    | Total club    | 43    | 8     | 6      | 30       | 8        | 12       | 19               | 2                | 3                | 92    | 18    | 21     |
| CF Pachuca · México | 1.a           | 2019          | 19    | 6     | 10     | 3        | 0        | 1        | —                | —                | —                | 22    | 6     | 11     |
| CF Pachuca · México | 1.a           | 2019          | 13    | 2     | 1      | 3        | 2        | 1        | —                | —                | —                | 16    | 4     | 2      |
| CF Pachuca · México | Total club    | Total club    | 32    | 8     | 12     | 6        | 2        | 2        | 0                | 0                | 0                | 38    | 10    | 13     |
| Club Tijuana · México | 1.a           | 2020          | 4     | 0     | 0      | 2        | 0        | 0        | —                | —                | —                | 6     | 0     | 0      |
| Club Tijuana · México | 1.a           | 2020          | 1     | 0     | 0      | -        | -        | -        | —                | —                | —                | 1     | 0     | 0      |
| Club Tijuana · México | Total club    | Total club    | 5     | 0     | 0      | 2        | 0        | 0        | 0                | 0                | 0                | 7     | 0     | 0      |
| Racing Club Argentina | 1.a           | 2022          | 12    | 0     | 0      | 11       | 2        | 1        | 4                | 0                | 0                | 27    | 2     | 1      |
| Racing Club Argentina | 1.a           | 2023          | 5     | 0     | 0      | 1        | 0        | 0        | 1                | 0                | 0                | 7     | 0     | 0      |
| Racing Club Argentina | Total club    | Total club    | 17    | 0     | 0      | 12       | 2        | 1        | 5                | 0                | 0                | 34    | 2     | 1      |
| América de Cali · Colombia | 1.a           | 2023          | 19    | 6     | 3      | 2        | 0        | 0        | —                | —                | —                | 21    | 6     | 3      |
| América de Cali · Colombia | 1.a           | 2024          | 15    | 0     | 2      | —        | —        | —        | 1                | 0                | 0                | 16    | 0     | 2      |
| América de Cali · Colombia | Total club    | Total club    | 34    | 6     | 5      | 2        | 0        | 0        | 1                | 0                | 0                | 37    | 6     | 5      |
| Total carrera | Total carrera | Total carrera | 406   | 100   | 72     | 115      | 29       | 19       | 53               | 10               | 5                | 574   | 139   | 95     |
| (1) Incluye datos de la Copa Colombia, Copa MX, Copa Argentina, Supercopa Argentina y la Copa de la Liga Profesional. (2) Incluye datos de Copa Libertadores de América, Copa Sudamericana y Liga de Campeones de la Concacaf. |               |               |       |       |        |          |          |          |                  |                  |                  |       |       |        |

### Selección
| Selección         | Año               | Amistosos | Amistosos | Copa América | Copa América | Copa Mundial | Copa Mundial | Eliminatorias Mundialistas | Eliminatorias Mundialistas | Total | Total |
| Selección         | Año               | PJ        | G         | PJ           | G            | PJ           | G            | PJ                         | G                          | PJ    | G     |
| ----------------- | ----------------- | --------- | --------- | ------------ | ------------ | ------------ | ------------ | -------------------------- | -------------------------- | ----- | ----- |
| Sub-17            | 2009              | 0         | 0         | 0            | 0            | 0            | 0            | 7                          | 7                          | 7     | 7     |
| Sub-17            | Total             | 0         | 0         | 0            | 0            | 0            | 0            | 7                          | 7                          | 7     | 7     |
| Sub-20            | 2011              | 0         | 0         | 0            | 0            | 0            | 0            | 8                          | 4                          | 8     | 4     |
| Sub-20            | Total             | 0         | 0         | 0            | 0            | 0            | 0            | 8                          | 4                          | 8     | 4     |
| Colombia          | 2                 | 0         | -         | -            | -            | -            | -            | -                          | 2                          | 0     |       |
| Colombia          | 2015              | 4         | 1         | 2            | 0            | -            | -            | 4                          | 1                          | 10    | 2     |
| Colombia          | 2016              | 0         | 0         | 6            | 0            | -            | -            | 6                          | 2                          | 12    | 2     |
| Colombia          | 2017              | 2         | 1         | 0            | 0            | -            | -            | 5                          | 0                          | 7     | 1     |
| Colombia          | 2018              | 2         | 0         | -            | -            | -            | -            | -                          | -                          | 2     | 0     |
| Colombia          | 2019              | 2         | 0         | 2            | 0            | -            | -            | -                          | -                          | 4     | 0     |
| Colombia          | 2020              | 0         | 0         | 0            | 0            | -            | -            | 2                          | 0                          | 2     | 0     |
| Colombia          | 2021              | 0         | 0         | 4            | 1            | -            | -            | 1                          | 0                          | 5     | 1     |
| Colombia          | Total             | 12        | 2         | 14           | 1            | -            | -            | 18                         | 3                          | 44    | 6     |
| Total en Colombia | Total en Colombia | 12        | 2         | 14           | 1            | -            | -            | 33                         | 14                         | 59    | 17    |

### Tripletas
| 1 | 3 de mayo de 2009 | Tierra de Campeones, Iquique | Colombia Sub-17 - Ecuador-Sub-17 |  | 3 - 0 | Sudamericano Sub-17 2009 |

## Palmarés

### Campeonatos nacionales
| Título                  | Equipo            | País      | Año     |
| ----------------------- | ----------------- | --------- | ------- |
| Categoría Primera A     | Atlético Nacional | Colombia  | 2011-I  |
| Categoría Primera A     | Santa Fe          | Colombia  | 2012-I  |
| Categoría Primera A     | Atlético Nacional | Colombia  | 2014-I  |
| Primera División        | Boca Juniors      | Argentina | 2017-18 |
| Copa de la Liga         | Boca Juniors      | Argentina | 2020    |
| Copa Argentina          | Boca Juniors      | Argentina | 2019-20 |
| Trofeo de Campeones     | Racing Club       | Argentina | 2022    |
| Supercopa Internacional | Racing Club       | Argentina | 2022    |
| Copa Colombia           | Atlético Nacional | Colombia  | 2024    |
| Categoría Primera A     | Atlético Nacional | Colombia  | 2024-II |
| Superliga de Colombia   | Atlético Nacional | Colombia  | 2025    |

### Copas internacionales
| Título                      | Equipo                    | Sede    | Año  |
| --------------------------- | ------------------------- | ------- | ---- |
| Torneo Esperanzas de Toulon | Selección Colombia Sub-20 | Francia | 2011 |

### Distinciones individuales
| Distinción                                                     | Año  |
| -------------------------------------------------------------- | ---- |
| Goleador del Campeonato Sudamericano Sub-17 (7 goles)          | 2009 |
| Goleador del Copa Internacional Alcaldía de Medellín (5 goles) | 2010 |
| Goleador del Copa Aerosur Internacional Sub-20 (3 goles)       | 2010 |
| 2º Mejor jugador del Torneo Esperanzas de Toulon               | 2011 |
| Incluido en el Equipo Ideal de la Copa Sudamericana            | 2014 |
| Mejor Jugador Joven de la Copa Sudamericana                    | 2014 |
| Jugador Revelación de la Copa Sudamericana                     | 2014 |
| Parte del Equipo Ideal de América                              | 2014 |
| Mejor volante de la Liga Bancomer MX                           | 2015 |
| Mejor Gol en la Superliga Argentina                            | 2018 |

## Vida personal
Su hermano menor Mateo también es futbolista.